# Pierre Barral (homme de lettres)
Pour les articles homonymes, voir Barral et Pierre Barral.
L'abbé Pierre Barral, né à Grenoble vers 1700 et mort le 21 juillet 1772 à Paris, est un homme de lettres français.

## Biographie
Il fut docteur en Sorbonne et vicaire général de Montpellier. Sa réputation était celle d'un ardent polémiste et zélé janséniste.
Il a compilé des recueils de citations ainsi que plusieurs dictionnaires, parmi lesquels notamment le Dictionnaire des hommes illustres :
- dont le Dictionnaire Bouillet (1842) rapporte qu'on l'avait appelé « le martyrologe des Jansénistes fait par un convulsionnaire » ;
- et dont Voltaire disait qu'il appartenait à « une nouvelle espèce de dictionnaires historiques qui renferment des mensonges et des satires par ordre alphabétique. » (Article Dictionnaire du Dictionnaire philosophique, 1751).

## Principaux ouvrages

### Comme auteur
- Principes sur le gouvernement monarchique. Dangers du despotisme. Usage légitime de l'autorité royale. Nécessité de maintenir et d'observer les lois d'un état monarchique. Obligation indispensable d'écouter les remontrances des parlements. Excellence des formes inséparables de l'usage de la législation. Avis sur le choix des amis, des ministres, sur la haine et l'aversion pour les flatteurs, etc. Tirés des meilleurs auteurs anciens et modernes. (1755)
- Sevigniana, ou Recueil de pensées ingénieuses, d'anecdotes littéraires, historiques et morales tirées des lettres de Mme la marquise de Sévigné, avec des remarques pour l'intelligence du texte (1756)
- Dictionnaire portatif historique, théologique, géographique, critique et moral de la Bible pour servir d'introduction à la lecture de l'Écriture Sainte (1756)
- Dictionnaire historique, littéraire et critique, contenant une idée abrégée de la vie et des ouvrages des hommes illustres en tout genre, de tout temps et de tout pays (1758-59) (6 vol.)
- Dictionnaire des antiquités romaines, ouvrage traduit [du néerlandais] et abrégé du grand dictionnaire de Samuel Pitiscus par l'abbé P. Barral (1765) (3 vol.)

### Comme éditeur
- Mémoires historiques et littéraires de l'abbé Goujet, dans lesquels on trouve une liste exacte de ses ouvrages (1767)